# Sainte-Lheurine
Sainte-Lheurine är en kommun i departementet Charente-Maritime i regionen Nouvelle-Aquitaine i västra Frankrike. Kommunen ligger  i kantonen Archiac som ligger i arrondissementet Jonzac. År 2022 hade Sainte-Lheurine 527 invånare.

## Befolkningsutveckling
Antalet invånare i kommunen Sainte-Lheurine
Referens:INSEE